# Jaap Toorenaar
Jaap Toorenaar (Wilhelminadorp, 20 oktober 1954) is een Nederlands reclameman en publicist.
Toorenaar is vooral bekend als medebedenker van de reclame voor Calvé-pindakaas met Evert van Benthem uit 1987, maar werkte ook mee aan vele andere reclamespotjes en -slagzinnen voor onder andere FrieslandCampina, Koninklijke Luchtmacht en NRC Handelsblad. Verder schreef hij meerdere boeken en was hij columnist voor HP/De Tijd. Sinds 1992 is Toorenaar verbonden aan reclamebureau ARA.